# Black Tiger (luchador)

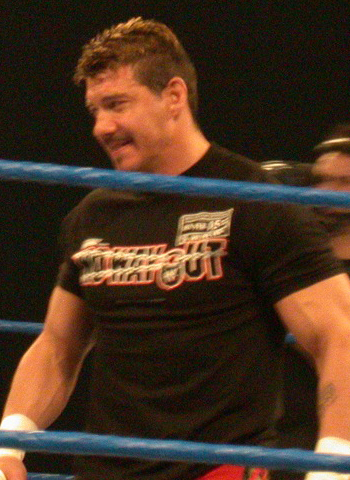
Uno de los luchadores que ha representado a Black Tiger, Eddie Guerrero, aquí sin la característica máscara del personaje,

Black Tiger es un personaje de lucha libre profesional utilizado por cinco luchadores distintos en New Japan Pro Wrestling. El personaje, por lo general, ha sido utilizado como oponente de Tiger Mask. El personaje, al igual que el de Tiger Mask, está inspirado en el anime Máscara de Tigre. El traje de Black Tiger es casi idéntico al de su rival, sólo que la máscara y las mallas de este siempre son completamente de color negro y plata.

## Encarnaciones de Black Tiger
| Luchador:       | Nombre:           | Nacimiento:             | País de origen:          | Periodo en que usó el nombre:             |       |
| --------------- | ----------------- | ----------------------- | ------------------------ | ----------------------------------------- | ----- |
| Black Tiger I   | Mark Rocco        | 11 de mayo de 1951      | Inglaterra               | 1982 - 1990                               | [ 1 ] |
| Black Tiger II  | Eddie Guerrero    | 9 de octubre de 1967    | Estados Unidos           | 1993 - 1998                               | [ 2 ] |
| Black Tiger III | Silver King       | 9 de enero de 1968      | México                   | 2001 - 2005                               | [ 3 ] |
| Black Tiger IV  | Rocky Romero      | 28 de octubre de 1982   | Cuba                     | 2005 - 2009                               | [ 4 ] |
| Black Tiger V   | Tatsuhito Takaiwa | 5 de julio de 1972      | Japón (Zainichi coreano) | 2009-2011                                 | [ 5 ] |
| Black Tiger VI  | Tomohiro Ishii    | 10 de diciembre de 1975 | Japón                    | 23 de enero-20 de febrero del 2011        | [ 6 ] |
| Black Tiger VII | Kazushige Nosawa  | 17 de diciembre de 1976 | Japón                    | 14 de abril del 2012-11 de enero del 2020 | [ 7 ] |

## Campeonatos y logros
- World Wrestling Federation
  - WWF Junior Heavyweight Championship (1 vez) - Mark Rocco[8]
- New Japan Pro Wrestling
  - Best of the Super Juniors (1996) - Eddie Guerrero[9]
  - IWGP Junior Heavyweight Championship (1 vez) - Rocky Romero[10]
- Consejo Mundial de Lucha Libre
  - CMLL World Trios Championship (1 vez) - Silver King con Dr. Wagner, Jr. & Universo 2000[11]